# La Peseuse d'or
La Peseuse d'or ou Intérieur avec une Femme pesant des pièces d'or (1659-1662) est une peinture à l'huile sur toile du peintre hollandais Pieter de Hooch. C'est un exemple de l'Âge d'or de la peinture néerlandaise. Elle fait partie de la collection de la Gemäldegalerie de Berlin.

## Description
Cette peinture de Hooch a été documentée par Hofstede de Groot en 1910, qui écrit : « 96. Intérieur avec une femme pesant des pièces de monnaie en or. Une femme se tient de profil, dans une salle, en train de peser des pièces d'or. Sa riche robe, ornée de fourrure, laisse entendre qu'elle est l'épouse d'un riche bailleur de fonds. C'est une image d'une rare beauté. Toile, 24 pouces par 21 pouces de 1/2. Vente, (Probablement) Beckford, Londres, 1823 (£30:9s., Evans). Brun de Genève, Paris, 30 novembre 1841, n ° 20 (865 francs). »
La composition est fortement liée à celle de La Femme à la balance de Vermeer. 